# Бигас, Педро
Педро Бигас Риго (исп. Pedro Bigas Rigo; 15 мая 1990 года, Пальма-де-Мальорка) — испанский футболист, защитник клуба «Эльче».

## Клубная карьера
Педро Бигас начал свою карьеру футболиста, выступая за клуб Терсеры «Монтуири». В сезоне 2009/10 он играл за команду Сегунды B «Атлетико Балеарес».
Летом 2011 года Бигас подписал контракт с клубом Примеры «Мальорка». 1 октября 2011 года он дебютировал в главной футбольной лиге Испании, выйдя в стартовом составе в гостевой игре с «Осасуной». 22 октября 2012 года он забил первый гол в Примере, открыв счёт в гостевом матче против «Севильи». По итогам сезона 2012/13 «Мальорка» покинула Примеру, и следующие 2 года Бигас вместе с ней провёл в Сегунде. В июле 2015 года он перешёл в «Лас-Пальмас», добившийся возвращения в Примеру.
В 2018 году Бигас перешел в «Эйбар» на правах аренды.